# Trần Đăng (Tam Quốc)
Trần Đăng (chữ Hán: 陳登; 163 - 208), tên tự là Nguyên Long (元龍), là mưu sĩ thời Tam Quốc trong lịch sử Trung Quốc.

## Giúp Tào Tháo trừ Lã Bố
Trần Đăng là người thông minh học rộng, đọc qua rất nhiều sách vở, có nhiều ý kiến sâu sắc. Từ khi còn trẻ ông đã có chí lớn.
Năm 193, ông được cử làm Hiếu liêm và đề bạt làm Huyện trưởng huyện Đông Dương. Tại đây Trần Đăng rất quan tâm tới người già và người tàn tật, được lòng dân sở tại. Trong vùng có nạn đói, thứ sử Từ châu là Đào Khiêm bổ nhiệm ông làm Điển nông giáo úy, phụ trách việc phát triển nông nghiệp. Trần Đăng làm việc hiệu quả khiến mùa màng trong vùng thu hoạch tốt.
Sau khi Đào Khiêm mất năm 194, Từ châu rơi vào cuộc tranh chấp giữa Lưu Bị và Lã Bố. Quân phiệt Tào Tháo trở thành thừa tướng triều đình, nắm giữ Hán Hiến Đế. Tào Tháo giao cho Trần Đăng nhiệm vụ diệt trừ Lã Bố (đã chiếm được Từ châu của Lưu Bị).
Năm 197, Viên Thuật tự xưng là hoàng đế ở Thọ Xuân, sai Khâm sai Hàn Dận đến Hạ Bì (trị sở Từ châu) đề nghị việc kết thông gia với Lã Bố. Lã Bố bằng lòng giao con gái cho Hàn Dận mang về Thọ Xuân cho con trai Viên Thuật.
Cha con Trần Khuê và Trần Đăng sợ hai họ Viên, Lã thông gia thì sẽ mạnh lên (có hại cho Tào Tháo), nên vội đến can Lã Bố không nên kết thân với Viên Thuật vì Thuật xưng đế là trái đạo; ngược lại Trần Khuê khuyên Lã Bố hợp tác với Tào Tháo. Lã Bố nghe có lý, bèn mang quân đuổi theo cướp con gái trở về Hạ Bì, bắt Hàn Dận đóng gông sai người giải đến Hứa Xương nộp cho Tào Tháo và tuyên bố bỏ hôn ước với Viên Thuật.
Tào Tháo sai Vương Tắc mang chiếu thư của Hiến Đế và ấn tín đến trao cho Lã Bố. Lã Bố rất mừng, sai Trần Đăng mang biểu chương tạ ơn vua Hiến Đế và gửi lễ vật đáp lại Tào Tháo. Trần Đăng đã nhận lời làm tay trong cho Tào Tháo, khuyên Tào Tháo nên sớm trừ khử Lã Bố. Tào Tháo phong chức cho Trần Đăng làm Thái thú Quảng Lăng, đồng thời Trần Khuê cũng được phong thưởng.
Lã Bố thấy cha con ông được phong rất tức giận, nhưng Trần Đăng lựa lời nói với Lã Bố rằng:
Tào công coi tướng quân như con chim ưng, nói rằng phải bỏ đói thì mới dùng được
Lã Bố nghe nói Tào Tháo coi mình như chim ưng thì rất vừa lòng, không giận Trần Đăng nữa.
Năm 198, Tào Tháo mang đại quân tới Từ châu đánh Lã Bố. Lã Bố bại trận, phải rút lên lầu Bạch Môn. Vòng vây quân Tào siết chặt, Lã Bố bị quân Tào bắt sống và bị Tào Tháo giết chết. Trần Đăng được Tào Tháo bổ nhiệm làm Phục Ba tướng quân.

## Chống họ Tôn
Trần Đăng cai trị quận Quảng Lăng giáp với Giang Đông - Dương châu, rất được lòng người khu vực sông Hoài, sông Trường Giang, vì vậy khiến Tôn Sách – người đang làm chủ vùng Giang Đông thuộc Dương châu – lo ngại. Ông mang quân ra Xạ Dương, ngầm dùng kế ly gián, trao ấn tín cho các thủ hạ cũ của Nghiêm Bạch Hổ (tướng Giang Đông bị Tôn Sách đánh bại), liên kết với họ để chống lại Tôn Sách.
Họ Tôn sai Khuông Kỳ cầm quân đánh Trần Đăng. Khi quân đến lần đầu, mọi người đều lo lắng vì nghe đồn lực lượng quân địch rất đông, khó chống cự được.
Trần Đăng trấn an mọi người và sắp đặt cách đối phó. Ông ra lệnh đóng chặt cổng thành, cấm mọi người gây tiếng động. Quan sát thấy quân Giang Đông chuẩn bị tấn công, bèn hạ lệnh quân trong thành sắp vũ khí sẵn sàng chiến đấu từ đêm. Rạng sáng hôm sau, ông mở cửa nam thành, dẫn quân bất ngờ tập kích doanh trại địch. Ông tự mình đánh trống thúc quân đánh giết, quân Giang Đông không kịp trở tay, bị đánh bại phải tháo chạy.
Họ Tôn tức giận mang quân quay trở lại, Trần Đăng liệu thế khó chống cự nổi bèn sai Công tào là Trần Kiểu về Hứa Xương cầu cứu Tào Tháo. Ông tự mình mang quân ra khỏi thành 10 dặm lập trại, sai quân đốt đuốc đứng cách nhau mỗi người 10 bước. Đồng thời, ông lệnh cho quân trong thành hò reo lớn tiếng rằng viện binh đã tới. Quân Giang Đông thấy lửa, cho rằng quân bên ngoài là viện binh của Tào Tháo, có ý lo sợ không dám tiến. Trần Đăng thừa cơ thúc quân đánh giết, chém được hàng vạn quân địch.
Sau đó Trần Đăng được phong làm Thái thú Đông Thành. Các tướng sĩ Quảng Lăng ngưỡng mộ muốn giữ ông lại, nhưng ông trả lời họ rằng chính vì có ông ở Quảng Lăng đã kích động Đông Ngô tấn công nơi này, nên ông không nên ở lại.

## Qua đời
Năm 205, Trần Đăng ốm nặng, do ăn nhiều thịt sống, bị đau dạ dày, trong ngực nhức nhối, mặt đỏ, không ăn được. Ông được danh y Hoa Đà điều trị và cho thuốc uống, nôn ra những con trùng đầu đỏ rồi khỏi bệnh. Nhưng Hoa Đà dự đoán trong 3 năm nữa bệnh của Trần Đăng sẽ tái phát và phải có danh y mới chữa khỏi.
Năm 208, bệnh Trần Đăng tái phát, đúng lúc Hoa Đà đi vắng không gặp được nên ông không qua khỏi và mất, thọ 45 tuổi. Sau này Tào Phi nhớ công lao ông, cho con ông là Trần Túc làm quan Lang trung trong triều đình Tào Ngụy.

## Chức vụ kinh qua
- Hiếu liêm (孝廉)
- Huyện lệnh Đông Dương (東陽縣長)
- Điển nông giáo úy (典農校尉)
- Thái thú Đông Thành (東城太守)
- Thái thú Quảng Lăng (廣陵太守)
- Phục Ba tướng quân (伏波將軍)

## Trong Tam Quốc diễn nghĩa
Trần Đăng trong tiểu thuyết Tam Quốc diễn nghĩa của La Quán Trung xuất hiện từ hồi 11 tới hồi 23. Trần Đăng được mô tả là người phản trắc.
Trần Đăng được tiến cử làm quan trong giai đoạn chuyển tiếp, khi Đào Khiêm bàn giao Từ châu cho Lưu Bị. Ông cùng cha là Trần Khuê đóng vai trò rất lớn trong việc lung lạc và làm hại Lã Bố ở Từ châu giúp Tào Tháo.
Ngoài việc nhận làm tay trong cho Tào Tháo diệt Lã Bố, ông vừa ngả theo Lưu Bị, vừa ngả theo Tào Tháo. Khi Lưu Bị ly khai Tào Tháo đi đánh Viên Thuật rồi đánh thẳng vào Từ châu, Trần Đăng làm nội ứng giúp Quan Vũ giết Xa Trụ chiếm thành. Nhưng sau đó khi quân Tào Tháo tới đánh Từ châu khiến Lưu Bị bỏ chạy sang chỗ Viên Thiệu, Trần Đăng phản luôn Quan Vũ làm nội ứng cho Tào Tháo, khiến Quan Vũ mất thành phải hàng Tào. Sau sự kiện này ông không được La Quán Trung nhắc tới nữa.